# Vangelo di Giuda
(Gesù nel Vangelo di Giuda [rigo 56], riferendosi a Giuda rispetto agli altri apostoli)

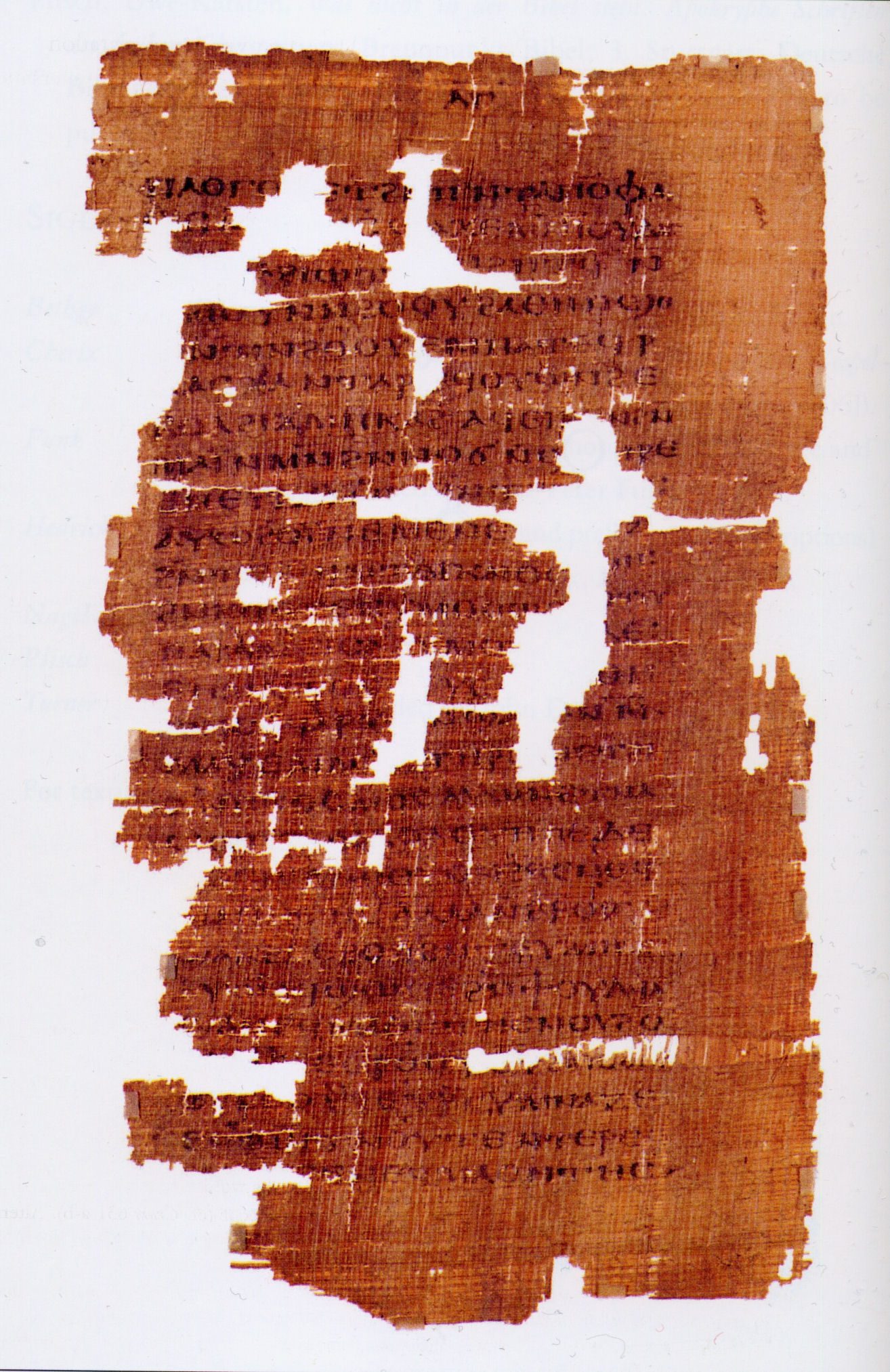
Prima pagina del Vangelo di Giuda, corrispondente alla pagina 33 del Codex Tchacos.

Il Vangelo di Giuda è un vangelo gnostico e apocrifo che riporta alcune conversazioni tra Gesù e l'apostolo Giuda Iscariota, trascritte non da Giuda stesso, ma da cristiani gnostici seguaci di Gesù. Questo vangelo è riportato in un manoscritto in lingua copta risalente all'inizio del IV secolo; è stato suggerito che la versione copta sia la traduzione di un'edizione più antica in lingua greca, ma non c'è accordo tra gli studiosi su questo punto. Il Vangelo di Giuda fu composto tra il 130 e il 170 circa; la datazione si basa sulla maturità della teologia contenutavi, sul fatto che presume la conoscenza dei vangeli canonici e sulla testimonianza di Ireneo di Lione. Perduto per 1600 anni, un manoscritto, il Codex Tchacos, è stato ritrovato presso una caverna a Minya (Egitto) nel 1978, e dopo diverse peripezie è stato restaurato a partire dal 2001. Nel 2006 è stata pubblicata la prima traduzione a cura della National Geographic Society.
Si ritiene che il vangelo di Giuda fosse il testo sacro fondamentale dei Sethiani, in quanto è citata la "stirpe di Set" come stirpe degli eletti, o comunque dei Cainiti, i quali tenevano in gran conto tutti i personaggi ritenuti riprovevoli nell'Antico Testamento, come Esaù, Cam, gli abitanti di Sodoma e Gomorra, lo stesso Giuda Iscariota e Caino, da cui la setta prese il nome, poiché essi avevano sofferto ed erano stati maledetti da Hysteraa, il Demiurgo, il Dio crudele veterotestamentario. Infatti, in un passo di tale vangelo, Gesù deride i discepoli che pregano l'entità che loro credono essere il vero Dio, ma che è in realtà il malvagio Demiurgo.
Secondo i vangeli canonici, Giuda tradì Gesù consegnandolo alle autorità del Tempio di Gerusalemme, le quali a loro volta lo consegnarono al prefetto Ponzio Pilato, massima autorità romana della regione, che lo mise a morte per crocifissione. Il Vangelo di Giuda, invece, secondo la traduzione preliminare del 2006 della National Geographic Society, presenta Giuda in una prospettiva molto diversa: il gesto dell'apostolo non fu un tradimento, ma l'esecuzione di un ordine di Gesù stesso, che aveva bisogno di questo atto affinché il corso degli eventi che aveva progettato fosse messo in moto.
Questa raffigurazione è compatibile con gli insegnamenti dello gnosticismo, secondo i quali la forma umana è una prigione per l'anima; in tale ottica, il tradimento di Giuda (nel senso originale del termine, quello di traditio, "consegna") permise a Gesù di liberarsi dai suoi vincoli fisici. Secondo il Vangelo di Giuda questi insegnamenti, comprensivi della descrizione della cosmologia gnostica, non furono impartiti a tutti gli apostoli, ma rivelati privatamente da Gesù al solo Giuda, ritenuto più degno degli altri apostoli. Questa interpretazione è contestata da altri studiosi, secondo cui in realtà il vangelo di Giuda presenta Giuda come un demonio.

## Tradizione manoscritta
Il Vangelo di Giuda, al pari di molti altri vangeli gnostici, è andato perduto con l'estinguersi dello gnosticismo, fiorito nei primi cinque secoli del cristianesimo.
Per secoli di esso rimasero disponibili solo brevi citazioni indirette ad opera di alcuni Padri della Chiesa. In particolare il testo viene citato per la prima volta da Ireneo di Lione nella sua opera Adversus haereses ("Contro le eresie"), scritta attorno al 180:
(Adversus haereses, I. 31,1)
Verso la fine degli anni settanta del 1900 ne fu ritrovato presso El Minya, in Egitto, un manoscritto in copto redatto su papiro e legato da un laccio di pelle. Il manoscritto, chiamato Codice Tchacos, è composto da 66 pagine e contiene quattro opere:
- una recensione della Lettera di Pietro a Filippo (pagine 1-9), già presente nell'ottavo codice di Nag Hammadi;
- una recensione della Prima apocalisse di Giacomo (pagine 10-32), già presente nel quinto codice di Nag Hammadi;
- il Vangelo di Giuda (pagine 33-58);
- alcuni frammenti di un testo provvisoriamente denominato Allogenes ("Libro dell'Allogeno") (pagine 59-66) mai conosciuto prima.

L'esame al carbonio 14 di alcuni campioni e del contenitore esterno del manoscritto, avvenuto nell'università dell'Arizona, ha fornito datazioni diverse, la cui media si aggira tra il 220 e il 340, con un margine d'errore di circa 50 anni.
Il manoscritto, dopo lunghe peripezie e passaggi di proprietà, rimase in una cassetta di sicurezza a Long Island (USA) per 16 anni prima di venire acquistato dall'antiquaria di Zurigo Frieda Nussberger-Tchacos nel 2000 per circa 300.000 dollari. Dopo aver tentato per due volte di rivenderlo, Tchacos, preoccupata dal deterioramento del testo, lo affidò nel 2001 alla Maecenas Foundation for Ancient Art di Basilea per farlo conservare e tradurre.
Il manoscritto è stato autenticato e tradotto dopo un lavoro durato cinque anni. Alcune pagine ricostruite sono state mostrate in pubblico per la prima volta il 6 aprile 2006 a Washington (Usa), nella sede della National Geographic Society.

## Datazione e caratteristiche
Il Vangelo di Giuda fu composto prima del 180, anno indicativo della sua prima menzione da parte di Ireneo di Lione; se fosse effettivamente un'opera dei Cainiti e se questi fossero effettivamente dipendenti in qualche modo dagli insegnamenti di Marcione, il Vangelo di Giuda non potrebbe essere stato composto prima del 130 circa.
Si tratta di un testo - l'unico fin qui noto -  che prende le difese di Giuda Iscariota, discepolo di Gesù; il contenuto del vangelo mostra forti analogie con la dottrina dei Cainiti e dei seguaci di Basilide. Il Vangelo di Giuda interpreta differentemente il rapporto tra Gesù e Giuda: contrariamente a quanto raccontano Matteo, Marco, Luca e Giovanni nel Nuovo Testamento, dove Giuda è ritratto come un traditore, secondo questo vangelo Giuda consegna Gesù alle autorità su richiesta dello stesso Cristo.
Craig Evans, docente di Nuovo Testamento presso l'Acadia Divinity College dell'Acadia University di Wolfville, in Canada, spiega il testo in questo modo: è come se Gesù avesse segretamente dato istruzioni a Giuda affinché lo consegnasse alle autorità romane. Si spiega così la frase a lui rivolta e riportata dal Vangelo secondo Giovanni: «Qualunque cosa tu debba fare, falla in fretta». «Il tradimento dell'apostolo è dipinto come un atto di obbedienza» e poiché «il sacrificio del corpo carnale di Gesù è la chiave della redenzione» in effetti «Giuda nel testo si profila come un eroe, che finisce per essere invidiato ed addirittura maledetto».

## Traduzione e controversie
La traduzione del Vangelo di Giuda è stata curata da Rodolphe Kasser, filologo e archeologo, uno dei massimi esperti moderni di copto antico, e da Marvin Meyer, professore della Chapman University, considerato un'autorità nel campo degli studi gnostici.
April D. DeConick, professoressa di studi biblici alla Rice University, ha pubblicato il libro The Thirteenth Apostle: What the Gospel of Judas Really Says nel quale mette in discussione la prima traduzione. Secondo la sua versione, Giuda non appare come il discepolo preferito da Gesù ma come un demone (ovvero, il tredicesimo demone): nella prima traduzione infatti la parola daimon venne tradotta con spirito (il tredicesimo spirito), senza nessuna connotazione né negativa né positiva, mentre lei lo ha tradotto come demonio. In un altro passo è stata omessa una particella negativa che sovverte completamente il senso del testo: Giuda non sarebbe preservato per la santa generazione, ma preservato dalla santa generazione,,  errore che è stato riconosciuto dai primi traduttori. In definitiva, secondo la DeConick, il vangelo di Giuda sarebbe stato scritto per deridere gli apostoli e Giuda quindi non rappresenta un eroe.

## Contenuto

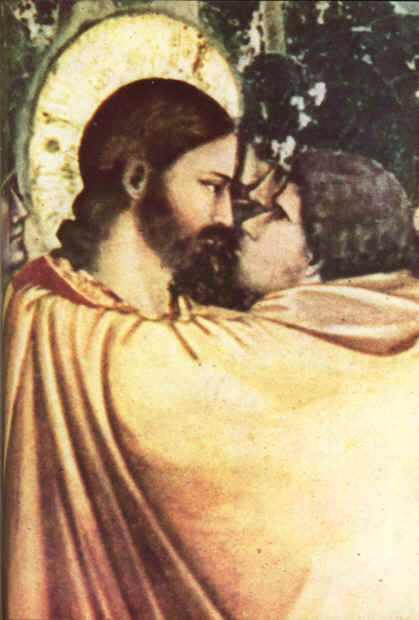
Il Bacio di Giuda di Giotto, particolare (Padova)

Secondo gli autori della prima traduzione lo scritto narra gli ultimi giorni della vita terrena di Gesù in chiave del tutto diversa rispetto ai vangeli canonici. Gesù appare in contrasto con le usanze e i culti diffusi e con gli stessi discepoli, ritenuti incapaci di comprendere il vero spirito della religione. Tra essi solo Giuda è in grado di servire veramente Dio e di mettere in atto i suoi propositi. Il Maestro chiede quindi a Giuda di favorire la sua cattura e la sua morte, che lo libererà dal corpo - in questo contesto il corpo è considerato un involucro in opposizione alla vera spiritualità.
Gesù parla poi al suo discepolo prediletto (Giuda) del vero significato della Genesi, espone quindi una complicata cosmogonia dove compaiono numerosi esseri sovrumani: angeli, angeli del caos, eoni e luminari, tutti guidati dallo Spirito supremo.
Vi sono due specie di esseri umani: i primi sono uomini dall'anima immortale (equivalenti ai cosiddetti "pleromatici" o "uomini di luce" dello gnosticismo), creati da Dio secondo l'archetipo; i secondi sono esseri mortali, discendenti da Adamo e generati da un angelo del caos. Gli ultimi, la maggioranza degli uomini, non sono in grado di raggiungere la salvezza e praticano culti in onore di un falso dio, non conoscendo affatto la natura del vero Dio.
Questo tipo di concezione antropologica è tipica delle dottrine esoteriche gnostiche, come pure la complessa cosmogonia articolata in gerarchie di emanazioni che si susseguono.

## Commenti
Sull'accuratezza delle informazioni del Vangelo, lo studioso statunitense del Nuovo Testamento, Bart Ehrman osserva che «Non è un testo scritto da Giuda o da qualcuno che voglia passare per tale [...]. Non è stato redatto da un contemporaneo che lo conobbe [...]. Non è un libro che offra ulteriori informazioni sugli avvenimenti occorsi durante la vita di Gesù»
I teologi ed esegeti esponenti del cristianesimo tradizionale affermano che il Vangelo di Giuda non apporta modificazioni al corpus teologico classico circa il ruolo di Giuda e di Gesù: si tratterebbe infatti di un testo gnostico tardo, nonostante fosse già noto nel 180 a Ireneo di Lione, che scrisse: «Dicono che Giuda il traditore fu molto bene a conoscenza di tali cose e, poiché era il solo che tra tutti sapeva la verità, compì il mistero del tradimento: affermano che per mezzo suo furono dissolte tutte le cose terrene e celesti. E come prova di ciò adducono una loro invenzione, che essi chiamano Vangelo di Giuda».
I principali teologi cristiani non lo considerano una nuova fonte dottrinale tale da potersi paragonare o contrapporre efficacemente alle fonti tradizionali, in particolare ai quattro vangeli di Matteo, Marco, Luca e Giovanni. Gli avvenimenti raccontati in questo vangelo, quindi, vanno ricondotti all'ambiente in cui è sorto, come già è stato fatto con gli altri testi gnostici finora ritrovati e già da tempo disponibili.
Papa Benedetto XVI, in occasione dell'omelia del Giovedì santo del 2006, pur senza menzionare esplicitamente il documento ne ha sconfessato le tesi da un punto di vista teologico e dottrinale, affermando che per Giuda non ci può essere nessuna riabilitazione. Durante il discorso, il Papa ha affermato «Giuda fa il doppio gioco, è un bugiardo e un superbo»; anche se il riferimento era alla figura di Giuda nel Nuovo Testamento e non al vangelo che gli è attribuito, le sue parole sono state interpretate da alcuni commentatori come una condanna implicita del testo e delle ipotesi che erano state recentemente espresse su di esso. Il Papa è tornato sull'argomento nell'agosto 2012 in occasione dell'Angelus nella residenza estiva di Castel Gandolfo, affermando che la colpa più grave di Giuda fu la sua falsità.

## Nella letteratura contemporanea
Nel 1944 Jorge Luis Borges scrisse un racconto intitolato Tre versioni di Giuda, raccolto nel volume Finzioni, in cui un immaginario teologo svedese, Nils Runeberg, pubblica nel 1904 un libro Kristus och Judas, che riprende le tesi del Vangelo di Giuda; la terza versione del libro, secondo Borges, termina così: "Dio interamente si fece uomo, ma uomo fino all’infamia, uomo fino alla dannazione e all’abisso. Avrebbe potuto scegliere uno qualunque dei destini che tramano la perplessa rete della storia; (...) scelse un destino infimo: fu Giuda."
Nel 1951 lo scrittore Nikos Kazantzakis ha scritto un romanzo dal titolo L'ultima tentazione, da cui è tratto l'omonimo film diretto da Martin Scorsese (L'ultima tentazione di Cristo). Il libro, così come il film, presentano un analogo punto di vista sulla relazione tra Gesù e Giuda.
Nel 1978 lo scrittore Giuseppe Berto ha scritto un romanzo, La gloria (Mondadori, Milano 1978), del tutto simile, quanto ai concetti espressi, al contenuto del Vangelo di Giuda.
Nel 1989 lo scrittore Roberto Pazzi ha scritto un romanzo intitolato Vangelo di Giuda, nel quale si adombra che il vero tradimento dell'Iscariota sarebbe consistito nel mettere per iscritto gli insegnamenti del suo maestro, cosa che gli era stata espressamente vietata.
Fra il dicembre 2005 e il gennaio 2006, lo scrittore italo-americano Joseph Tusiani scrisse un poema in versi, accompagnato da un racconto in prosa, Giuda l'apostolo ignorato. ll poema è rimasto inedito, custodito dallo studioso di Tusiani, Cosma Siani fino al 2024, quando Antonio Motta, anch'egli studioso dello scrittore italo-americano, lo ha pubblicato.
Nel 2023 lo scrittore Carlo Animato ha pubblicato il romanzo Il ramo di Giuda (ed. Il Vento Antico), basato sul Vangelo di Giuda e sulla setta dei Cainiti.